# Носа-Сеньора-да-Торега
Носа-Сеньора-да-Торега (порт. Nossa Senhora da Tourega) - фрегезия (район) в муниципалитете Эвора  округа Эвора в Португалии. Территория – 198,84 км². Население – 804 жителей. Плотность населения – 4 чел/км².